# W Mensae
Désignations
W Mensae (en abrégé W Men) est une étoile supergéante jaune du Grand Nuage de Magellan située dans la direction de la constellation de la Table. Il s'agit d'une étoile variable de type R Coronae Borealis dont la luminosité décroit périodiquement de plusieurs magnitudes.

## Propriétés
W Mensae étant localisée dans la galaxie voisine du Grand Nuage de Magellan, elle est très éloignée. Elle est localisée plus précisément sur la bordure sud de sa galaxie, dans une région pauvre en métaux. Malgré son importante luminosité, l'étoile ne présente qu'une magnitude apparente de 13,8, ce qui est trop faible pour qu'elle puisse être observée avec un petit télescope. Son rayon a été calculé être 61 fois supérieur à celui du Soleil.

## Variabilité
La variabilité de W Mensae a été découverte en 1927 par W. J. Luyten. Elle fait partie de la très rare classe des étoiles variables de type R Coronae Borealis (R CrB) qui connaissent occasionnellement des baisses de magnitude très importantes. Lorsqu'elle est au plus faible, W Mensae a une magnitude photographique (bleue) inférieure à 18,3, ce qui était trop peu brillant pour pouvoir être détecté sur les plaques photographiques de l'époque de sa découverte.
La baisse de magnitude est moins prononcée dans les longueurs d'onde plus longues, et la luminosité globale (toutes longueurs d'onde considérées) de l'étoile semble ne pas être affectée par ses variations dans le visible. Ces variations sont provoquées par la condensation de poussières qui obscurcissent temporairement l'étoile. Les longueurs d'onde lumineuses les plus courtes sont absorbées puis ré-émises en infrarouge. De nombreuses variables de type R CrB montrent également des pulsations de faible amplitude et W Mensae présente ainsi une période de pulsation d'environ 67 jours.